# 條長鱸
條長鱸，為輻鰭魚綱鱸形目鱸亞目鮨科的其中一種，分布於東太平洋區，從美國加州南部至秘魯海域，棲息深度24-250公尺，體長可達17.8公分，棲息在深水礁石區，為底棲性魚類，屬肉食性，生活習性不明。

## 擴展閱讀
維基物種上的相關：條長鱸